# 大給の里道

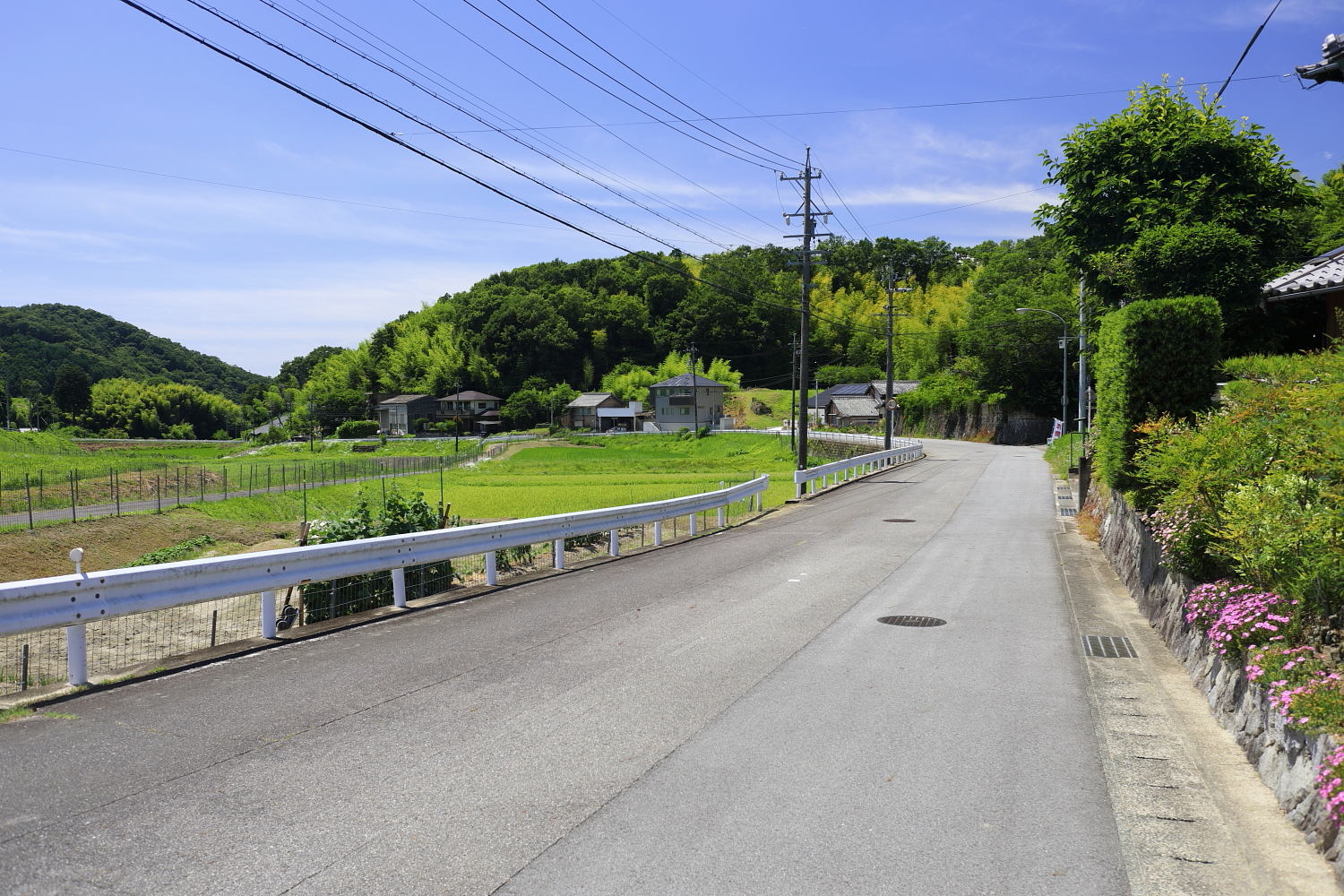
奥殿町付近の大給の里道。
（岡崎市道桑原奥殿線）
（2022年（令和4年）6月）

大給の里道（おぎゅうのさとみち）とは、愛知県岡崎市桑原町から同市川向町までを通る道路の通称名である。

## 地理
岡崎市の最北端に位置し、市の中心部から北に十数キロメートル離れた地にある。この地域は海抜100メートルから200メートルの山地であり、山が多く、平地が少ない。岡崎市立奥殿小学校を中心として、東は段戸山に連なる山々や渓谷、西は豊田市と接する巴川、南は村積山の山麓を流れる霞川、北は対岸に豊田市と接する郡界川があり、それらに囲まれた山趣水情の地である。市内中心部と比較して夏場は少し涼しく、冬場は霜が多い。

## 概要
この道の前身は、この地域で花沢街道と呼ばれていたものである。郡界川に沿うように上流に向かって進むと、途中で大沼街道と同道しつつ花沢（現・豊田市花沢町）に至った。
旧花沢街道は極力、川岸を避け、坂道を考慮せず、可能な限り直線に近い経路を通っていた。明治中期からこの地域に荷車が普及するようになると、上り下りの多い道は避けられる。折りしもその時期、岩津発電所建設が構想されると、資材や設置機器を運び込む道路が必要となった。そうした時代の動向もあり、花沢街道は改修され、ほぼ現在の道路の原形ができあがった。岩津発電所の完成以降も何度か改修され、発電所と相俟ってガラ紡などの地場産業も発展し、この街道はますます重要性が増した。
1922年（大正11年）11月3日、当時の岡崎商工会議所会頭であった千賀千太郎をはじめ、地域の政界･産業経済界の主要人物が名を連ね、県道への移管陳情が行われた。現在、愛知県道338号花沢桑原線として認定されている県道が一部区間を除き、これに当たる。
花沢街道のうち、桑原から奥殿･宮石を経て川向までを「大給の里道」という。この道路愛称は市民からの公募によって決定したものである。大給松平家の祖、松平乗元が加茂郡（現･豊田市）の大給に居所を置いた大給藩が、のちに額田郡の奥殿に陣屋（奥殿陣屋と呼ばれる）を建て奥殿藩と改称した。（歴史項目の詳細は各内部リンクを参照）
奥殿学区は奥殿陣屋に代表される歴史的な特色があり、社教などで「大給の里」としてこの周辺の郷土を取り上げている。その一方で「大給の里」と呼ぶのに最もふさわしい場所は、大給城の城址がある旧大給村（現･豊田市大内町）であり、この道は「大給の里（へ通じる）道」とでもいったほうが正確である、とする説もある。

## 接続する路線
- 愛知県道39号岡崎足助線
- 足助街道（旧道）
- 龍渓院道

## 沿線・周辺
- 桑原神社
- 奥殿陣屋
- 愛知県警察岡崎警察署奥殿交番
- 奥殿学区市民ホーム
- 御嶽神社
- 川向橋